# Brian Kelleher
Brian Matthew Kelleher (Selden, Nueva York, Estados Unidos, 19 de agosto de 1986) es un artista marcial mixto estadounidense que compite en la división de peso gallo de Ultimate Fighting Championship.

## Primeros años
Nació el 19 de agosto de 1986 en Selden, Nueva York, hijo de Matt y Jen Kelleher. Tiene un hermano mayor Keith y un hermano menor Mak que también es un artista marcial mixto profesional. Compitió desde joven en diversos deportes, como el hockey sobre hielo, el fútbol y los bolos. Más tarde, en 2007, comenzó a entrenar en deportes de combate.

## Carrera en las artes marciales mixtas

### Ultimate Fighting Championship
Debutó en la UFC contra Iuri Alcântara el 3 de junio de 2017 en UFC 212. Ganó el combate por sumisión en el primer asalto. Esta victoria le valió el premio a la Actuación de la Noche.
Se enfrentó a Marlon Vera el 22 de julio de 2017 en UFC on Fox: Weidman vs. Gastelum. Perdió el combate por sumisión en el primer asalto.
Se enfrentó a Damian Stasiak el 21 de octubre de 2017 en UFC Fight Night: Cerrone vs. Till. Ganó el combate por TKO en el tercer asalto. Este combate le valió el premio a la Pelea de la Noche.
Se enfrentó a Renan Barão el 24 de febrero de 2018 en UFC on Fox: Emmett vs. Stephens. Ganó el combate por decisión unánime.
Se enfrentó a John Lineker el 12 de mayo de 2018 en UFC 224. Perdió el combate por KO en el tercer asalto.
Se esperaba que se enfrentara a Domingo Pilarte el 3 de noviembre de 2018 en UFC 230. Sin embargo, Pilarte se vio obligado a retirarse del combate, alegando una lesión, por lo que en su lugar se esperaba que se enfrentara a Montel Jackson. En el pesaje, pesó 137 libras, 1 libra por encima del límite de peso gallo de 136. Se le impondría una multa del 20% de su bolsa, que iría a parar a manos de Jackson. El 3 de noviembre, se informó de que se retiró del combate por enfermedad y, por tanto, se canceló el combate. El emparejamiento quedó intacto y se reprogramó para el 29 de diciembre de 2018 en UFC 232. En el pesaje, Jackson pesó 137 libras, 1 libra por encima del límite de peso gallo de 136 libras. Jackson fue multado con el 20% de su bolsa que fue  a parar a Kelleher y el combate continuó con el peso acordado. Perdió el combate por sumisión en el primer asalto.
Se esperaba que se enfrentara a Mitch Gagnon el 4 de mayo de 2019 en UFC Fight Night: Jacaré vs. Hermansson. Sin embargo, se retiró del combate el 10 de abril, alegando una lesión, y fue sustituido por el recién llegado a la promoción Cole Smith.
Se enfrentó a Ode' Osbourne el 18 de enero de 2020 en UFC 246. Ganó el combate por sumisión en el primer asalto. Esta victoria le valió el premio a la Actuación de la Noche.
Se enfrentó a Hunter Azure el 13 de mayo de 2020 en UFC Fight Night: Smith vs. Teixeira. Ganó el combate por KO en el segundo asalto.
Se enfrentó a Cody Stamann el 6 de junio de 2020 en UFC 250. Perdió el combate por decisión unánime.
Se esperaba que se enfrentara a Ricky Simón el 5 de septiembre de 2020 en UFC Fight Night: Overeem vs. Sakai. Sin embargo, el esquinero de Simón dio positivo por COVID-19 y se vio obligado a retirarse del evento, y fue sustituido por el recién llegado a la promoción Kevin Natividad. A su vez, Natividad fue retirado del enfrentamiento el día del evento por razones no reveladas, y fue reemplazado por su compañero recién Ray Rodriguez, quien intervino como suplente. Ganó el combate por sumisión en el primer asalto. Esta victoria le valió el premio a la Actuación de la Noche.
Se esperaba que se enfrentara a Ricky Simón el 16 de enero de 2021 en UFC on ABC: Holloway vs. Kattar. Sin embargo, dio positivo el 1 de enero y fue retirado del combate. Fue sustituido por Gaetano Pirello y el combate se llevó a cabo el 20 de enero de 2021 en UFC on ESPN: Chiesa vs. Magny.
Se enfrentó a Ricky Simón el 13 de febrero de 2021 en UFC 258. Perdió el combate por decisión unánime.
Se enfrentó a Domingo Pilarte el 21 de agosto de 2021 en UFC on ESPN: Cannonier vs. Gastelum. Ganó el combate por decisión unánime.
Se esperaba que se enfrentara a Saidyokub Kakhramonov el 15 de enero de 2022 en UFC on ESPN: Kattar vs. Chikadze. Sin embargo, Kakhramonov se retiró del combate por razones no reveladas y fue sustituido por Kevin Croom. Ganó el combate por decisión unánime.
Se enfrentó a Umar Nurmagomedov el 5 de marzo de 2022 en UFC 272. Perdió el combate por sumisión en el primer asalto.
Se enfrentó a Mario Bautista el 25 de junio de 2022 en UFC on ESPN: Tsarukyan vs. Gamrot. Perdió el combate por sumisión en el primer asalto.

## Campeonatos y logros
- Ultimate Fighting Championship
  - Actuación de la Noche (tres veces) vs. Iuri Alcântara, Ode' Osbourne y Ray Rodriguez[30][40]
  - Pelea de la Noche (dos veces) vs. Damian Stasiak y Hunter Azure[13]
- Ring of Combat
  - Campeonato de Peso Gallo (una vez, una defensa)

## Récord en artes marciales mixtas
| Resultado | Récord | Oponente           | Método                                     | Evento                              | Fecha                    | Ronda | Tiempo | Localización                 | Notas                                                                  |
| --------- | ------ | ------------------ | ------------------------------------------ | ----------------------------------- | ------------------------ | ----- | ------ | ---------------------------- | ---------------------------------------------------------------------- |
| Derrota   | 24–15  | Cody Garbrandt     | KO (puñetazo)                              | UFC 296                             | 16 de diciembre de 2023  | 1     | 3:42   | Las Vegas, Nevada            |                                                                        |
| Derrota   | 24-14  | Mario Bautista     | Sumisión (estrangulamiento por detrás)     | UFC on ESPN: Tsarukyan vs. Gamrot   | 25 de junio de 2022      | 1     | 2:27   | Las Vegas, Nevada            | Combate de peso gallo.                                                 |
| Derrota   | 24-13  | Umar Nurmagomedov  | Sumisión (estrangulamiento por detrás)     | UFC 272                             | 5 de marzo de 2022       | 1     | 3:15   | Las Vegas, Nevada            |                                                                        |
| Victoria  | 24-12  | Kevin Croom        | Decisión (unánime)                         | UFC on ESPN: Kattar vs. Chikadze    | 15 de enero de 2022      | 3     | 5:00   | Las Vegas, Nevada            | Combate de peso pluma.                                                 |
| Victoria  | 23-12  | Domingo Pilarte    | Decisión (unánime)                         | UFC on ESPN: Cannonier vs. Gastelum | 21 de agosto de 2021     | 3     | 5:00   | Las Vegas, Nevada            |                                                                        |
| Derrota   | 22-12  | Ricky Simón        | Decisión (unánime)                         | UFC 258                             | 13 de febrero de 2021    | 3     | 5:00   | Las Vegas, Nevada            |                                                                        |
| Victoria  | 22-11  | Ray Rodriguez      | Sumisión (estrangulamiento por guillotina) | UFC Fight Night: Overeem vs. Sakai  | 5 de septiembre de 2020  | 1     | 0:39   | Las Vegas, Nevada            | Actuación de la Noche.                                                 |
| Derrota   | 21-11  | Cody Stamann       | Decisión (unánime)                         | UFC 250                             | 6 de junio de 2020       | 3     | 5:00   | Las Vegas, Nevada            |                                                                        |
| Victoria  | 21-10  | Hunter Azure       | KO (puñetazos)                             | UFC Fight Night: Smith vs. Teixeira | 13 de mayo de 2020       | 2     | 3:40   | Jacksonville, Florida        | Regreso al peso pluma. Pelea de la Noche.                              |
| Victoria  | 20-10  | Ode' Osbourne      | Sumisión (estrangulamiento por guillotina) | UFC 246                             | 18 de enero de 2020      | 1     | 2:49   | Las Vegas, Nevada            | Actuación de la Noche.                                                 |
| Derrota   | 19-10  | Montel Jackson     | Sumisión (estrangulamiento D'Arce)         | UFC 232                             | 29 de diciembre de 2018  | 1     | 1:40   | Inglewood, California        | Combate de peso acordado (137 libras); Jackson no cumplió con el peso. |
| Derrota   | 19-9   | John Lineker       | KO (puñetazo)                              | UFC 224                             | 12 de mayo de 2018       | 3     | 3:43   | Río de Janeiro               |                                                                        |
| Victoria  | 19-8   | Renan Barão        | Decisión (unánime)                         | UFC on Fox: Emmett vs. Stephens     | 24 de febrero de 2018    | 3     | 5:00   | Orlando, Florida             |                                                                        |
| Victoria  | 18-8   | Damian Stasiak     | TKO (puñetazos)                            | UFC Fight Night: Cerrone vs. Till   | 21 de octubre de 2017    | 3     | 3:39   | Gdansk                       | Pelea de la Noche.                                                     |
| Derrota   | 17-8   | Marlon Vera        | Sumisión (barra de brazo)                  | UFC on Fox: Weidman vs. Gastelum    | 22 de julio de 2017      | 1     | 2:18   | Uniondale, Nueva York        |                                                                        |
| Victoria  | 17-7   | Iuri Alcântara     | Sumisión (estrangulamiento por guillotina) | UFC 212                             | 3 de junio de 2017       | 1     | 1:48   | Río de Janeiro               | Actuación de la Noche.                                                 |
| Victoria  | 16-7   | Julio Arce         | Sumisión (estrangulamiento por guillotina) | Ring of Combat 54                   | 4 de marzo de 2016       | 3     | 0:18   | Atlantic City, Nueva Jersey  | Defendió el Campeonato de Peso Gallo de Ring of Combat.                |
| Victoria  | 15-7   | Josh Robinson      | KO (puño giratorio hacia atrás)            | Ring of Combat 53                   | 20 de noviembre de 2015  | 3     | 0:24   | Atlantic City, Nueva Jersey  |                                                                        |
| Victoria  | 14-7   | Julio Arce         | Decisión (mayoritaria)                     | Ring of Combat 52                   | 25 de septiembre de 2015 | 3     | 5:00   | Atlantic City, Nueva Jersey  | Ganó el Campeonato de Peso Gallo de Ring of Combat.                    |
| Victoria  | 13-7   | Jay Haas           | Sumisión (estrangulamiento por guillotina) | CCFC 49                             | 6 de junio de 2015       | 1     | 4:49   | Bethlehem, Pensilvania       | Combate de peso acordado (140 libras).                                 |
| Victoria  | 12-7   | Andre Soukhamthath | Decisión (unánime)                         | CES MMA 28                          | 13 de marzo de 2015      | 3     | 5:00   | Lincoln, Rhode Island        | Regreso al peso gallo.                                                 |
| Victoria  | 11-7   | Mark Cherico       | Sumisión (estrangulamiento por guillotina) | Pinnacle FC 9                       | 26 de noviembre de 2014  | 1     | 0:37   | Canonsburg, Pensilvania      | Combate de peso acordado (138 libras).                                 |
| Derrota   | 10-7   | Jeff Smith         | Sumisión (estrangulamiento por triángulo)  | CCFC 34                             | 19 de abril de 2014      | 1     | 1:26   | Morristown, Nueva Jersey     |                                                                        |
| Victoria  | 10-6   | Lester Caslow      | Sumisión (estrangulamiento por detrás)     | CCFC 31                             | 8 de febrero de 2014     | 2     | 1:34   | Atlantic City, Nueva Jersey  |                                                                        |
| Derrota   | 9-6    | Jeff Smith         | Sumisión (barra de brazo)                  | CCFC 29                             | 1 de noviembre de 2013   | 2     | 4:39   | King of Prussia, Pensilvania | Combate de peso acordado (155 libras).                                 |
| Derrota   | 9-5    | Scott Heckman      | Decisión (unánime)                         | CCFC 27                             | 21 de septiembre de 2013 | 3     | 5:00   | King of Prussia, Pensilvania |                                                                        |
| Derrota   | 9-4    | Jimmie Rivera      | Decisión (unánime)                         | Bellator 95                         | 4 de abril de 2013       | 3     | 5:00   | Atlantic City, Nueva Jersey  | Combate de peso acordado (140 libras).                                 |
| Victoria  | 9-3    | Tyler Kahihikolo   | Decisión (unánime)                         | Coalition of Combat                 | 1 de diciembre de 2012   | 3     | 5:00   | Phoenix, Arizona             |                                                                        |
| Victoria  | 8-3    | Bill Jones         | KO (puñetazo)                              | WCMMA 1: Portugal vs. USA           | 15 de septiembre de 2012 | 1     | 0:10   | Ledyard, Connecticut         | Ganó el vacante Campeonato de Peso Pluma de la WCMMA.                  |
| Victoria  | 7-3    | Ryan Vaccaro       | TKO (rodillazo volador)                    | Rock Out Knock Out                  | 2 de junio de 2012       | 2     | 0:56   | Asbury Park, Nueva Jersey    |                                                                        |
| Victoria  | 6-3    | Raphael Chavez     | TKO (puñetazos)                            | CCFC 14                             | 14 de abril de 2012      | 2     | 3:41   | Atlantic City, Nueva Jersey  |                                                                        |
| Victoria  | 5-3    | Josh Parker        | Sumisión (estrangulamiento por detrás)     | NEF: Fight Night 1                  | 11 de febrero de 2012    | 1     | 4:31   | Lewiston, Maine              |                                                                        |
| Derrota   | 4-3    | Artur Rofi         | Sumisión (barra de brazo)                  | CCFC 12                             | 10 de diciembre de 2011  | 1     | 4:57   | Atlantic City, Nueva Jersey  | Regreso al peso pluma.                                                 |
| Derrota   | 4-2    | Claudio Ledesma    | Decisión (unánime)                         | Bellator 54                         | 15 de octubre de 2011    | 3     | 5:00   | Atlantic City, Nueva Jersey  | Combate de peso acordado (140 libras).                                 |
| Victoria  | 4-1    | Michael LaDuke     | TKO (parada médica)                        | Ring of Combat 37                   | 9 de septiembre de 2011  | 3     | 3:14   | Atlantic City, Nueva Jersey  |                                                                        |
| Victoria  | 3-1    | Manny Millan       | Sumisión (estrangulamiento por detrás)     | Xtreme Fight Events: Cage Wars 9    | 29 de julio de 2011      | 1     | 3:34   | Atlantic City, Nueva Jersey  |                                                                        |
| Victoria  | 2-1    | Siyam Yousefi      | Sumisión (estrangulamiento por guillotina) | CCFC 8                              | 20 de mayo de 2011       | 1     | 2:41   | Atlantic City, Nueva Jersey  | Debut en el peso gallo.                                                |
| Victoria  | 1-1    | Nate Ainsworth     | KO (puñetazo)                              | CZ 37                               | 29 de abril de 2011      | 1     | 0:23   | Salem, Nuevo Hampshire       | Combate de peso pluma.                                                 |
| Derrota   | 0-1    | Dan Cion           | Sumisión (estrangulamiento por guillotina) | Xtreme Fight Events: Cage Wars 5    | 11 de marzo de 2011      | 1     | 4:42   | Chester, Pensilvania         |                                                                        |